# Trachylepis mlanjensis
Trachylepis mlanjensis (лат.) — вид сцинковых ящериц из рода африканских мабуй. Эндемик Малави.

## Внешний вид
Относительно мелкий сцинк, имеющий длину тела без хвоста в среднем 6—7 см, максимальная известная длина — 7,8 см. Предлобные щитки обычно разделены. Надглазнмичных щитков 4—5. На нижнем веке имеется небольшое прозрачное окно, выше которого располагается два ряда чешуй. Подглазничный щиток касается края губы, перед ним имеется 5 (иногда 6) верхнегубных. Вокруг середины тела 37—42 ряда туловищных чешуй. Чешуи на спине несут по три рёбрышка. Чешуи на нижней стороне лап килеватые, с шипами. Под четвёртым пальцем передней лапы имеется 15—17 пластинок, а задней — 17—22. Спина тёмно-коричневая со светлыми крапинами и тремя бледными полосами равной ширины, сливающихся на хвосте. Средняя полоса в задней части головы разделяется. Брюхо серое с белыми пятнами посередине.

## Ареал и образ жизни
Эндемик гор Муландже и Дедза на юге Малави. Обитает на горных лугах и выступах скал. Активен днём. Питается беспозвоночными. Поздней зимой самки рождают 3—7 детёнышей, иногда летом происходит второе размножение.

## Природоохранный статус
Несмотря на ограниченный ареал, считается, что существенные угрозы существования вида отсутствуют, в связи с чем Международным союзом охраны природы он отнесён к «вызывающим наименьшие опасения».

## Таксономия
Долгое время считался синонимом Trachylepis punctatissima (ранее Mabuya striata punctatissima), но в 2000 году был признан отдельным видом. В исследовании 2019 года в ходе молекулярно-генетического анализа, основанного на пяти митохондриальных и четырёх ядерных генах, было показано, что вид попадает в одну кладу с Trachylepis striata, который является парафилетическим по отношению к Trachylepis mlanjensis.